# Thamnosma texana
Thamnosma texana är en vinruteväxtart som först beskrevs av Samuel Frederick Gray, och fick sitt nu gällande namn av John Torrey. Thamnosma texana ingår i släktet Thamnosma och familjen vinruteväxter. Inga underarter finns listade i Catalogue of Life.